# エルネスト・レクオーナ
エルネスト・レクオーナ・カサド  (Ernesto Lecuona y Casado, 1896年8月6日 - 1963年11月29日) はキューバの音楽家。20世紀前半のキューバ楽壇では、多方面にわたる作曲活動のかたわら、ピアニストとして、またバンド・マスターとして、世界的な演奏活動を繰り広げた。

## 略歴
ハバナ近郊のグヮナバコアに生まれる。3歳から姉エルネスティーナにピアノを学び、5歳でピアニストとして最初の公開演奏会を開く。11歳で最初の作曲と作品の出版を行い、14歳でハバナ国立音楽院に入学。1913年に17歳で金メダルを得てピアノ科を卒業した。この間、作曲家のホアキン・ニンに作曲を師事。
1916年にニューヨークのエオリアン・ホールにおいて、アメリカ合衆国デビューを果たす。これ以降はアメリカに定住し、1930年代にはバンド「レクオーナ・キューバン・ボーイズ」を率いて、アメリカ国内から中南米、ヨーロッパまで演奏旅行を敢行、華々しい成功をおさめた。録音活動も積極的に行なっている。1946年にメンバー間の軋轢とバンドの分裂により、バンド・リーダーとしての活動から離れ、キューバに帰国したが、「レクオーナ・キューバン・ボーイズ」そのものはレクオーナ没後の1970年代半ばまで活動を継続しており、レクオーナ本人とバンドの間では、手紙や電話によって接触が保たれていた。1960年にレクオーナは、革命政権になじめずキューバを去り、タンパやフロリダなどを転々とした後、カナリア諸島サンタ・クルス・デ・テネリフェ滞在中に臨終を迎えた。墓地はニューヨーク州ホーソーンにある。
レクオーナは、優に600曲の作品を残しており、クラシック音楽以外に、ショーやレビュー・ミュージカル、ラジオ番組や映画などの商業音楽も数多く手がけた。サルスエラも残している。自作のピアノ曲からポピュラー音楽への編曲（バンド・ピースやヒットソングなど）も数多く、「シボネイ」（Siboney）や「そよ風と私」は分けても有名。1942年の「オールウェイズ・イン・マイ・ハート」は、アカデミー賞にノミネートしながら、「ホワイト・クリスマス」に惜敗した。
レクオーナは、中には複調性をとりいれた作品も遺しているものの、おおむね19世紀末のフランス近代音楽やスペイン国民楽派の影響が著しく、基本的にはロマン主義の作曲家であった。ワルツやマズルカなどのサロン的小品はサン＝サーンスやフォーレ、シャミナードの影響を見て取ることができる。カリビアン・ビートやキューバの民族音楽に影響されたピアノ組曲が多数あり、これらの曲集ではアルベニスの影響が顕著である。また、リズムの組織化においてラグタイムの影響も明らかである。
長らくポピュラー音楽のミュージシャンとしてのみ記憶されてきたが、近年の中南米出身の作曲家への体系的な関心から、サロン用のピアノ小品を中心に再評価が進められつつあり、とりわけスウェーデンのレコード会社BISでは一時期、集中的にレクオーナ作品の録音とリリースが相次いだ。
日本で、ストリップ劇場やザ・ドリフターズのコントの演出に使われて一世を風靡したBGMの「タブー」は、レクオーナの姪マルガリータ（1910年 - 1981年）作曲の同名のヒット・ソング（1934年、1938年、1941年）が原曲である。

## その他
日本の音楽ユニットであるALI PROJECTの楽曲にはいくつかの引用がみられる。
- 『神の雪』イントロ
- 『麤皮』サビ
- 『神風』Bメロ、サビ
- 『雪華懺悔心中』イントロ
- 『鬼帝の剣』サビ
- 『桂冠詩人』サビ
- 『裸々イヴ新世紀』サビ、間奏
- 『RED WALTZ』サビ
- 『Royal Academy of Gothic Lolita』サビ
- 『Tailor Tの変身譚』Bメロ、サビ
- 『眼球ロマン』Aメロ、サビ、間奏
- 『或る修道士の告解』サビ
- 『タンゴ ダダ』Aメロ、サビ
- 『リアル×ファンタジー』サビ
- 『月下、緑雨幻想』Cメロ
- 『自由戀愛』サビ
- 『少女のための残酷童話』サビ